# Börje Lundins kräftkalas
Börje Lundins Kräftkalas er en kassette af den svenske musiker og komponist Errol Norstedt fra 1988.
Kassetten indeholder sange med forskellige fiktive karakterer og bands, der normalt findes på Errol Norstedts CD'er og kassetter. Sangene præsenteres af karakteren Börje Lundin, og han fortæller os, hvem der spiller dem.
Mod slutningen af kassetten bliver figuren Börje Lundin interviewet af en figur ved navn T. Hitler. T. Hitler spilles af Anders Norstedt, der er Errol Norstedts søn.
Sangen "Snus Schottis" er på opsamlingsalbummet Dragspelsrock fra 2005 omdøbt til "Everts Schottis".
Sangen "Scuba Diver Rock" har en musikvideo der er inkluderet i filmen Nya Tider, då ved navn "Moving In The Water".

## Spor
Side A
1. "Just Havin' Fun" - 03:05 (Blues For Money)
2. "Alla Vill Ju Åka I Min EPA-Traktor" - 03:38 (Börje Lundin)
3. "Börjes Funderingar" - 03:15 (Börje Lundin)
4. "Kräftkalas" - 03:56 (E. Hitler & Luftwaffe)
5. "Scuba Diver Rock" - 02:51 (Roy Gutt)

Side B
1. "Rockabilly Boogie" - 02:19 (Roy Gutt)
2. "Anglosax" - 03:07 (Sonny Clifton)
3. "Dancing Bear" - 03:29 (Terry Clifton)
4. "Snus Schottis" - 03:10 (Per Leonard)
5. "Stora Djupa Fittor" - 03:26 (Mannfred Willes)
6. "Fruntimmer Ska En' Ha Å' Knulla Mä'" - 02:48 (Börje Lundin)

### Sangtitler på dansk
- Börjes Funderingar - Börjes Tanker.
- Kräftkalas - Krebefest.
- Stora Djupa Fittor - Store Dybe Fisser.
- Fruntimmer Ska En' Ha Å' Knulla Mä' - Fruentimmer Skal Man Have Til At Knalde Med.